# Veronica dichrus
Veronica dichrus är en grobladsväxtart som beskrevs av Heinrich Wilhelm Schott och Ky.. Veronica dichrus ingår i släktet veronikor, och familjen grobladsväxter. Inga underarter finns listade i Catalogue of Life.